# Heterophyes heterophyes
Motolice egyptská (Heterophyes heterophyes) je parazit zodpovědný za onemocnění zvané heterofióza. Parazituje v tenkém střevě člověka a masožravců, bývá nalézán i u rybožravých ptáku. Vyskytuje se v jižní Evropě, v deltě Nilu, na Středním východě a v dalších částech Asie.

## Výskyt
H. heterophyes byl objeven Theodorem Maximaillianem Bilharzem v roce 1851. Tento parazit byl nalezen při pitvě egyptské mumie.
Rodina trematodů Heterophyidae (= heterofyidy) zahrnuje řadu drobných střevních trematod (neboli motolice) infikujících lidi a zvířata. Rod Heterophyes byl poprvé klasifikován Cobboldem v roce 1866. Dospělci skupiny Heterophyes mají společně s Heterophyopsis zvláštní genitální aparát, který se nazývá „genitální přísavka“ a tato charakteristika je srovnatelná s dalšími druhy Heterophyes. V rámci rodu Heterophyes bylo pozorováno nejméně 17 druhů nebo poddruhů. Jako platné druhy je však uznáváno pouze osm z nich, včetně Heterophyes aequalis, Heterophyes bitorquatus, Heterophyes chini, Heterophyes dispar, Heterophyes heterophyes, Heterophyes nocens, Heterophyes pleomorphis a Heterophyes superspinatus.
Mezi druhy, o nichž je známo, že infikují člověka, patří H. heterophyes, H. nocens a H. dispar, způsobující onemocnění heterofiázu. Toto onemocnění je rozšířené na Dálném východě, na Středním východě, v Egyptě, Súdánu a v jihovýchodní Evropě.
| Druh                           | Lidská infekce | Oblast (země)         | Poprvé popsal (rok)         |
| ------------------------------ | -------------- | --------------------- | --------------------------- |
| Platné druhy                   |                |                       |                             |
| Heterophyes aequalis           | ne             | Egypt                 | Looss (1902)                |
| Heterophyes bitorquatus        | ne             | Malajsie (Borneo)     | Pearson a Pearson (1981)    |
| Heterophyes chini              | ne             | Malajsie (Borneo)     | Pearson a Pearson (1981)    |
| Heterophyes dispar             | ano            | Egypt                 | Looss (1902)                |
| Heterophyes heterophyes        | ano            | Střední východ, Egypt | von Siebold (1853)          |
| Heterophyes nocens             | ano            | Korea, Japonsko       | Onji a Nishio (1916)        |
| Heterophyes pleomorphis        | ne             | Uganda                | Bwangamol a Ojok (1977)     |
| Heterophyes superspinatus      | ne             | Kazachstán            | Leonov and Belogurov (1965) |
| Jiné druhy (včetně synonymie)  |                |                       |                             |
| Heterophyes aegyptiaca         | ne             | Egypt                 | Cobbold (1866)              |
| Heterophyes dispar limatus     | ne             | Egypt                 | Looss (1902)                |
| Heterophyes elliptica          | ne             | Tchaj-wan             | Yokogowa (1913)             |
| Heterophyes fraternus          | ne             | Egypt                 | Loos (1902)                 |
| Heterophyes heterophyes sentus | ne             | Egypt                 | Loos (1902)                 |
| Heterophyes indica             | ne             | Indie                 | Rao a Ayyar (1931)          |
| Heterophyes inops              | ne             | Egypt                 | Loos (1902)                 |
| Heterophyes katsuradai         | ano            | Japonsko              | Ozaki a Asada (1926)        |
| Heterophyes pallidus           | ne             | Egypt                 | Looss (1902)                |
| Heterophyes persicus           | ne             | Egypt                 | Looss (1902)                |
| 1. 2. 3.                       |                |                       |                             |

## Epidemiologie
Kromě H. heterophyes a M. yokagawai bylo u lidí hlášeno nejméně 14 dalších heterophyidů. V Egyptě je neobvykle vysoký výskyt infekce H. heterophyes, zejména v částech dolního Nilu. Špatné hygienické postupy místních rybářů, lodníků a dalších obyvatel neustále znečišťují vodu vajíčky. Jednou z hlavních konzumovaných ryb v této oblasti je parmice a šíření parazitární infekce je důsledkem konzumace čerstvé parmice, a to buď neúplně uvařené, nebo špatně nakládané. Infekce H. heterophyes je také běžná v Japonsku, střední a jižní Číně, Koreji, Tchaj-wanu, Řecku, Izraeli a na Havaji. Infekce M. yokagawai nastává, když je infikovaný druhý mezihostitel, jako je lososovitá ryba, konzumován syrový nebo nesprávně zpracovaný. Jako rezervoár pro tyto parazity slouží různí savci, kteří jedí ryby, včetně koček a psů.

## Morfologie

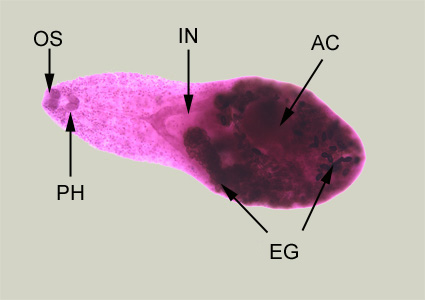
Dospělý Heterophyes heterophyes obarvený karmínem. OS – ústní přísavka, PH – hltan, IN – střevo, AC – ventrální přísavka nebo acetabulum, EG – děloha s vajíčky.

H. heterophyes je malá trematoda o délce až 1,4 mm a šířce 0,5 mm. Jejich hltan je zcela vyvinut a spojen s slepým střevem tenkého střeva. Jejich přísavka (ústa) je pokryta hroty a zakrývá genitální otvor. To znamená, že sdílejí jeden otvor pro stravování a reprodukci. Jejich varlata se nacházejí na zadní straně parazita a varlata jsou vedle sebe. Vaječníky jsou umístěny ve střední části parazita, přímo nad varlaty. Ventrální přísavka, známá také jako acetabulum, se nachází ve spodní části parazita a pomáhá mu připojit se k hostiteli. Morfologie se může měnit v závislosti na tom, na jakých rybách žije.

## Životní cyklus

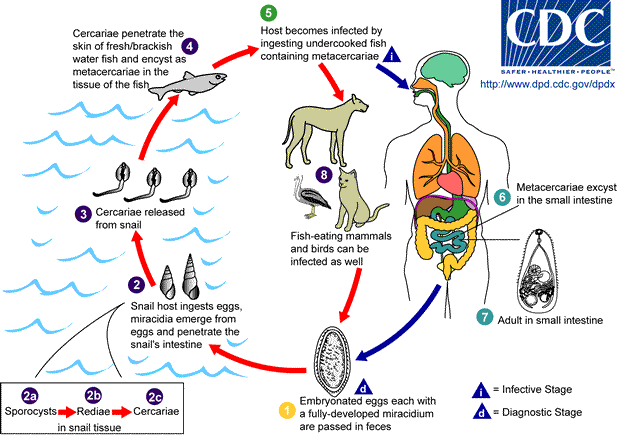
Životní cyklus Heterophyes heterophyes.

H. heterophyes obyčejně obývají střední oblast tenkého střeva. Vajíčka obsahující plně vyvinuté miracidie odcházejí z lidského hostitele ve výkalech a líhnou se pouze při požití vhodným měkkýšem jako prvním mezihostitelem. U H. heterophyes se jedná o sladkovodního nebo brakického vodního šneka patřícího k jednomu z rodů Pirenella (v Egyptě), Cerithidia (v Japonsku) nebo Tarebia (na Havaji). Vylíhlé miracidium proniká střevem hlemýždě a transformuje se na sporocystu v zažívací žláze. Dvě generace redií následují sporocystu s dceřinými rediemi, které vedou k cerkariím, které unikají do vnějšího prostředí, pronikají do svalstva ryb a encystují jako matacerkarie. Jedním z hlavních druhých mezihostitelů využivaných H. heterophyes je cípal hlavatý, která může obsahovat několik tisíc metacerkarií. Lidská infekce je důsledkem konzumace syrových nebo nesprávně vařených ryb. Metacerkarie excystují v duodenu, migrují do jejuna a dosáhnou pohlavní dospělosti asi za týden.
Přirození konečný hostitelé jako kočky, psi, lišky, vlci, pelikáni a lidé jsou infikováni skrz konzumaci nedostatečně tepelně upraveného nebo syrového rybího masa.

## Patogeneze, patologie a klinické příznaky
Dospělci H. heterophyes žijí zahrabaní mezi klky tenkého střeva hostitele. Trvá jen asi 4 až 6 hodin, než se H. heterophyes dostane do tenkého střeva v konečném hostiteli.
H. heterophyes je zodpovědný za onemocnění zvané heterofióza. Nejčastějšími klinickými projevy u pacientů s heterofiózou jsou mírný až střední stupeň bolesti břicha, průjem, letargie, anorexie a úbytek hmotnosti. Závažnost příznaků se však může lišit a závisí na faktorech na straně hostitele. Jedním z faktorů je intenzita infekce u každého pacienta, tj. počet mikroorganismů v těle pacienta. Těžšími případy infekce obvykle trpí pacienti se závažnějšími nemocemi. Dalším faktorem je imunitní stav pacienta, tj. imunokompromitovaní nebo imunodeficitní. Třetím faktorem je historie předchozích expozic infekcím, které mohou jednotlivým pacientům navodit imunitu.
Příznaky jsou nejčastější u těžkých infekcí, ale po jednom měsíci spontánně odezní, i když motolice přetrvávají. Po další infekci se příznaky mohou opakovat a v endemických oblastech mohou vzniknout občasné epizody průjmu. Jedním zvláštním aspektem heterofyidové patogeneze je zapojení vajíček. Ta pronikají hluboko do střevní stěny a vyvolávají infiltraci eosinofilů a neutrofilů. Vejíčka (a někdy i dospělí jedinci) pak mohou vstoupit do lymfatických cest nebo krevních cév poblíž střev a být transportována na jiná místa – zejména do srdce, míchy nebo mozku, plic, jater a sleziny. Vajíčka se zachytí a vyvolávají granulomatózní léze a fibrózu. Známky heterofyidové myokarditidy mohou zahrnovat zvětšení srdce, kašel, dušnost, cyanózu, únavu, otoky a ascites, bušení srdce, ztrátu reflexů a abnormální ozvy srdce. Vajíčka nebo dospělci v míše nebo mozku mohou způsobit neurologická onemocnění, příčnou myelitidu a ztrátu senzorických a motorických funkcí.

## Diagnóza

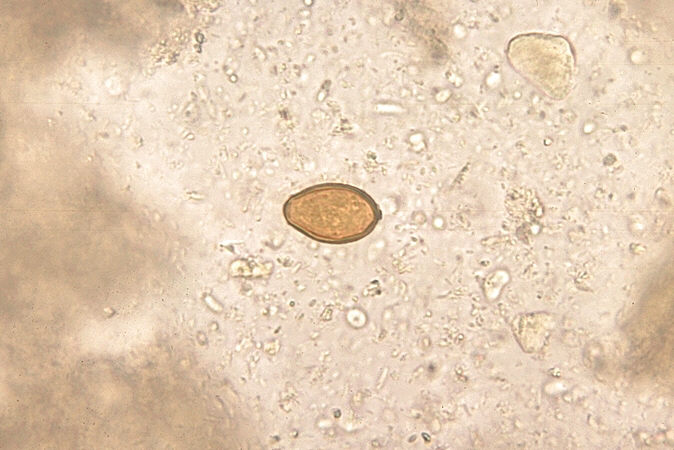
Vajíčko Heterophyes.

Diagnóza je obvykle založena na počtu vajíček ve stolici, avšak denní produkce vajíček na jednoho jedince je nízká (35–45) a lehké infekce (< 100 jedinců) jsou snadno přehlédnuty. Extraintestinální případy heterofiózy lze objevit při chirurgickém zákroku nebo pitvě, a to pouze po pečlivém prozkoumání. Detekce vajíček ve stolici v případech lehké infekce je často neúspěšná a je nutné použít imunologické nebo molekulární detekční techniky.

## Léčba
Infekce H. heterophyes je léčena jednou dávkou 25 mg/kg tělesné hmotnosti pacienta prazikvantelu, který je vysoce účinný. Alternativou je niklosamid.

## Preventivní opatření
Kromě léčby prazikvantelem je důležitá osvěta k podpoře důkladného vaření ryb a jiných vodních živočichů za účelem usmrcení metacerkarií. Také správná likvidace lidských nebo zvířecích výkalů může snížit přenos infekce (pomocí vajíček Heterophyes) na hlemýžďového mezihostitele. Bylo také pozorováno, že zahřívání po dobu 10–15 minut při 70 °C by mohlo inaktivovat metacerkarie. Přehled WHO z roku 1995 o podmínkách zpracování ryb identifikoval některé důležité parametry pro zahřívání, moření, solení, mražení a ozařování ryb pro inaktivaci parazitů. Podobné podmínky zpracování ryb jsou vyjádřeny také v regulačních požadavcích USA (FDA) a EU. K zabití parazitů je dostatečné například zmrazení a skladování při teplotě −20 °C nebo nižší po dobu 7 dnů, nebo zmrazení při teplotě −35 °C nebo nižší, dokud nebude ryba v tuhém stavu a skladování při teplotě −35 °C nebo nižší po dobu 15 hodin, nebo zmrazení při teplotě −35 °C nebo nižší dokud není ryba v tuhém stavu a skladování při teplotě −20 °C nebo nižší po dobu 24 hodin. Potravinový kodex FDA doporučuje tyto podmínky zmrazení maloobchodníkům, kteří poskytují ryby určené k syrové spotřebě. Nakládání do soli a marinování může snížit riziko přítomnosti parazita v rybách; nicméně některé metacerkarie vyžadují k usmrcení až 8 dní ve 30% solance, jak uvádí přehled WHO z roku 1995.